# زیردریایی یو-۱۳۰۲
زیردریایی یو-۱۳۰۲ (به انگلیسی: German submarine U-1302) یک زیردریایی بود که طول آن ۶۷٫۱ متر (۲۲۰ فوت ۲ اینچ) بود. این زیردریایی در سال ۱۹۴۴ ساخته شد.